# Tango & Cash
Tango & Cash è un film del 1989 diretto da Andrej Končalovskij.

## Trama
Ray Tango e Gabe Cash sono i due migliori poliziotti di Los Angeles e, nonostante un modo di fare completamente agli antipodi, riescono a mettere a segno diverse importanti operazioni ciascuno contro la criminalità organizzata della città, dedita soprattutto al traffico di droga. Il potente boss Perret decide quindi di escogitare con i suoi alleati Quan e Lopez un piano per eliminarli dalla circolazione dopo averne infangato il nome per evitare di creare due martiri e scongiurare la reazione della polizia: dopo averli incastrati per l'omicidio di un agente federale sotto copertura grazie ad alcune prove create ad arte e averli fatti condannare a diciotto mesi di prigione, Perret li fa dirottare dal previsto carcere federale di minima sicurezza a quello normale di massima sicurezza i cui detenuti sono stati arrestati per la maggior parte proprio dai due.
Grazie all'aiuto del direttore del carcere Matt Sokowski, ex mentore di Cash, i due scampano a morte certa dopo che Perret e il suo tirapiedi Requin organizzano una vera e propria esecuzione ai loro danni assieme agli altri detenuti e ottengono una via di fuga: inizialmente solo Gabe cerca di approfittarne, ma quando questi viene accerchiato dai secondini dopo la morte di Matt, Tango arriva in suo soccorso. Una volta evasi i due vengono coperti dal superiore di Tango e riescono a ottenere da tutti coloro che Perret ha corrotto testimonianze di come il processo ai loro danni fosse stato creato ad hoc; quando però il boss riesce a rapire la sorella di Tango, Katherine, di cui Cash si è invaghito, i due poliziotti, armati di tutto punto grazie ad un amico di Gabe, danno l'assalto finale al quartier generale del boss, riuscendo ad uccidere lui e i suoi sottoposti e a salvare la ragazza.
Tango e Cash vengono quindi reintegrati con tutti gli onori nella polizia mettendo da parte la loro rivalità.

## Produzione
Il titolo inizialmente previsto per il film era The Set Up e la prima scelta per il ruolo di Cash fu Patrick Swayze, che però non accettò per recitare ne Il duro del Road House.
Il regista Andrej Končalovskij è stato sostituito verso la fine delle riprese da Albert Magnoli: nella sua biografia afferma che è stato licenziato perché voleva dare al film un tono più serio rispetto a ciò che i produttori volevano e quindi il suo rapporto con il produttore Jon Peters era diventato insostenibile.

### Riprese
Le riprese si sono svolte in California, a Los Angeles ed Irwindale; per l'appartamento di Cash fu scelto il 117 N di Toluca St e parte delle riprese vennero realizzate sul tetto dell'edificio The Macarthur a Los Angeles. Una parte delle riprese si è svolta anche a Mansfield, Ohio, mentre per le scene ambientate in prigione venne utilizzato il Mansfield Reformatory.